# Ultraman Nexus
[carece de fontes?]
Ultraman Nexus (ウルトラマンネクサス - Urutoraman Nekusasu) é uma série de TV de Tokusatsu parte da franquia Ultraman. Produzida pela Tsuburaya Productions e pela Chubu-Nippon Broadcasting, a série foi exibida entre outubro de 2004 a junho de 2005, totalizando 37 episódios mais um especial.

## História
Num futuro próximo, monstros misteriosos começam a surgir na Terra. Para conter essa ameaça, é formada a organização TLT (Terrestrian Liberation Trust), que dispõe de fundos e tecnologia interminável para lidar com esse tipo de ameaça. Dentro da TLT existe uma equipe de elite especial chamada Night Raiders, pessoas que efetivamente vão a campo deter os monstros. Komon Kazuki é um ex-membro de uma equipe de resgates que acaba sendo recrutado para participar dessa organização secreta. Porém, no dia de sua chegada ele se depara com o ataque de um dos monstros e é salvo por um gigante de luz prateado, que ele batiza como Ultraman. A identidade do gigante é, na verdade, Jun Himeya, um ex-fotógrafo que decide proteger o mundo depois de presenciar os horrores da guerra e perder a fé na humanidade. Ele é um "Dunamist", uma pessoa que tem os requisitos para receber a Luz e se tornar um Ultraman, tendo sido escolhido para tal missão após encontrar as ruínas espaciais na África. Para minimizar os danos aos inocentes, Ultraman Nexus envolve ele e seus inimigos no Meta Field, um campo de força que fica numa dimensão paralela, evitando que a destruição chegue ao mundo real.
A princípio, os Night Raiders encaram Ultraman como um inimigo, mas depois das súplicas de Komon e de serem salvos por ele várias vezes, sua relação passa a ser pacífica. Depois de enfrentar vários monstros e os guerreiros negros Dark Faust e Dark Mephisto, fortalecidos pelo Dark Field, Jun aparentemente morre e a Luz é  passada para Ren Senjyu, um jovem alegre que acaba se tornando o novo Ultraman. Por fim, Ren é ferido mortalmente após esgotar suas forças e a Luz do Ultraman é passada aos Night Raiders Nagi e Komon, que enfrenta o guerreiro negro Dark Zagi. Durante a batalha, Komon alcança o nível máximo de energia e, após passar por todas as formas de Nexus (Anphans, Junis e Junis Blue), evolui para Ultraman Noa, a terceira forma do Ultra-N Project (Ultraman Nexus, Ultraman Noa e Ultraman The Next).

## Night Riders
- Kazuki Komon: jovem recrutado para ser membro dos Night Raiders, é salvo pelo gigante prateado Ultraman. Eventualmente é revelado que ele é o quinto Dunamista, assumindo a Luz de Ultraman no episódio final.

- Eisuke Wakura: capitão dos Night Raiders.

- Nagi Saijyo: uma soldado que teve sua mãe morta por um Space Beast no passado. Seu maior desejo é destruir todos os monstros. É revelada como a quarta Dunamista.

- Mitsuhiko Ishibori: cientista e soldado de campo, organiza a parte digital das estratégias. No episódio final, Ishibori se revela o grande vilão da trama: a verdadeira Mão Desconhecida, escondida no guerreiro Dark Zagi.

- Hikari Shiori: médica e soldado de campo, é a moça que costuma ser mais leve e menos séria em relação ao trabalho. Se relaciona muito bem com Ishibori. Ironicamente, é morta por ele no último episódio, após ele revelar-se como Dark Zagi.

## MP
Também existe um derpatamento da orgnização TLT chamada MP(Memory Police)que é encarregada de apagar a memória das vítimas sobreviventes dos ataques dos Space Beasts para que isso não cause um pânico para a população.

## Agentes (MP)
- Shutou Saya>Líder
- Nonomiya Mizuo
- Misawa Hiroyuki

## Monstros (Space Beasts)
- Pedoleon Kurain
- Pedoleon Furigen
- Pedoleon Guros
- Beesectar
- Bugbuzun
- Galberos
- Lafleya
- Nosferu
- Arakunia
- Frogros
- Golgolem
- Kutuura
- Grantella
- Banpira
- Lizarias
- Lizarias Golar
- Bugbuzun Blude
- Bugbuzun Golar
- Megaflash
- Ezmael

## Deunamists
- Maki Shunichi>The Next
- Himeya Jun>Jeness
- Senjyuu Ren>Jeness Blue
- Saijyou Nagi>???
- Komon Kazuki>Noa

## Dark Deunamists
- Mizorogi Shinya>Dark Mephisto
- Saida Riko>Dark Faust
- Misawa Hiroyuki>Dark Mephisto Zwei
- Mitsuhiko Ishibori>Dark Zagi

## Trilha Sonora
- Doa - Eiyuu
- Doa - Aoi Kajitsu
- Uka Saegusa - Itsumo Kokoro Ni taiyou Wo
- Uka Saegusa - Tobitatenai Watashi ni Anata ga Tsubasa wo Kureta
- Masazumi Ozawa - Akaku Atsui Kodo

## Guia de Episódios
1. Episódio.01: Ataque Noturno (夜襲－ナイトレイド－, Yashū -Naito Reido-)
2. Episódio.02: Besta Espacial (異生獣－スペースビースト－, Iseijū -Supēsu Bīsuto-)
3. Episódio.03: Ultraman (巨人－ウルトラマン－, Kyojin -Urutoraman-)
4. Episódio.04: Meta Field (亜空間－メタフィールド－, Akūkan -Meta Fīrudo-)
5. Episódio.05: Dunamista (適能者－デュナミスト－, Tekinōsha -Dyunamisuto-)
6. Episódio.06: Relíquia (遺跡－レリック－, Iseki -Rerikku-)
7. Episódio.07: Faust (魔人－ファウスト－, Majin -Fausuto-)
8. Episódio.08: Memory Police (M・P－メモリーポリス－, Emu Pī -Memorī Porisu-)
9. Episódio.09: Aviso (警告－ワーニング－, Keikoku -Wāningu-)
10. Episódio.10: Formação de Ataque (突入－ストライク・フォーメーション－, Totsunyū -Sutoraiku Fōmēshon-)
11. Episódio.11: Marionete (人形－マリオネット－, Ningyō -Marionetto-)
12. Episódio.12: Alma Perdida (別離－ロスト・ソウル－, Betsuri -Rosuto Sōru)
13. Episódio.13: Ilustrador (予知者－イラストレーター－, Yochisha -Irasutorētā)
14. Episódio.14: Mephisto (悪魔－メフィスト－, Akuma -Mefisuto-)
15. Episódio.15: Pesadelo (悪夢－ナイトメア－, Akumu -Naitomea-)
16. Episódio.16: Labirinto (迷路－ラビリンス－, Meiro -Rabirinsu-)
17. Episódio.17: Escuridão (闇－ダークネス－, Yami -Dākunesu-)
18. Episódio.18: Apocalipse (黙示録－アポカリプス－, Mokushiroku -Apokaripusu-)
19. Episódio.19: Armadilha Cruzada (要撃戦－クロスフェーズトラップ－, Yogekisen -Kurosu Fēzu Torappu-)
20. Episódio.20: Chrome Chester δ (追撃－クロムチェスターδ－, Tsuigeki -Kuromu Chesutā Deruta-)
21. Episódio.21: Sacrifício (受難－サクリファイス－, Junan -Sakurifaisu-)
22. Episódio.22: Cura (安息－キュア－, Ansoku -Kyua-)
23. Episódio.23: Satisfação (宿命－サティスファクション－, Shukumei -Satisufakushon-)
24. Episódio.24: Herói (英雄－ヒーロー－, Eiyū -Hīrō-)
25. Episódio.25: Profecia (予兆－プロフェシー－, Yochō -Purofeshī-)
26. Episódio.26: O Terceiro (憐－ザ・サード－, Ren -Za Sādo-)
27. Episódio.27: Orador (祈り－プレイヤー－, Inori -Pureiyā-)
28. Episódio.28: Reunião (再会－リユニオン－, Saikai -Reyunion-)
29. Episódio.29: Chamado (幽声－コーリング, Yūsei -Kōringu-)
  - Episódio.29: Chamado - Versão do Diretor (幽声－コーリング－ディレクターズカット, Yūsei -Kōringu- Direkutāzu Katto)
30. Episódio.30: Guardião (監視者－ウォッチャー－, Kanshisha -Wotchā-)
31. Episódio.31: Pássaro (鳥―バード－, Tori -Bādo-)
  - Episódio.EX: Memórias Perdidas (詩織－ロストメモリーズ－, Shiori -Rosuto Memorīzu, DVD Volume 9/BCBS-2099)
32. Episódio.32: Mão Desconhecida (影－アンノウンハンド－, Kage -Annōn Hando-)
33. Episódio.33: Lapso de Memória -AD 2004- (忘却－Ａ．Ｄ．２００４－, Bōkyaku -Ē Dī Nisen Yon-)
34. Episódio.34: Bloqueio -AD 2009- (封鎖－Ａ．Ｄ．２００９－, Fūsa -Ē Dī Nisen Kyū-)
35. Episódio.35: Revolta (反乱－リボルト－, Hanran -Riboruto-)
36. Episódio.36: Última Batalha - Adeus (決戦－フェアウェル－, Kessen -Feaweru-)
37. Episódio.37: Laços - Nexus (絆－ネクサス－, Kizuna -Nekusasu-)

## Outras aparições
O Ultraman Noa tambem apareceu atualmente durante o filme Ultraman Zero: The Revenge of Belial em forma de estatua de bronze e no final ele surgiu para ressuscitar o Ultraman Zero.